# Taschenturm (Ingolstadt)

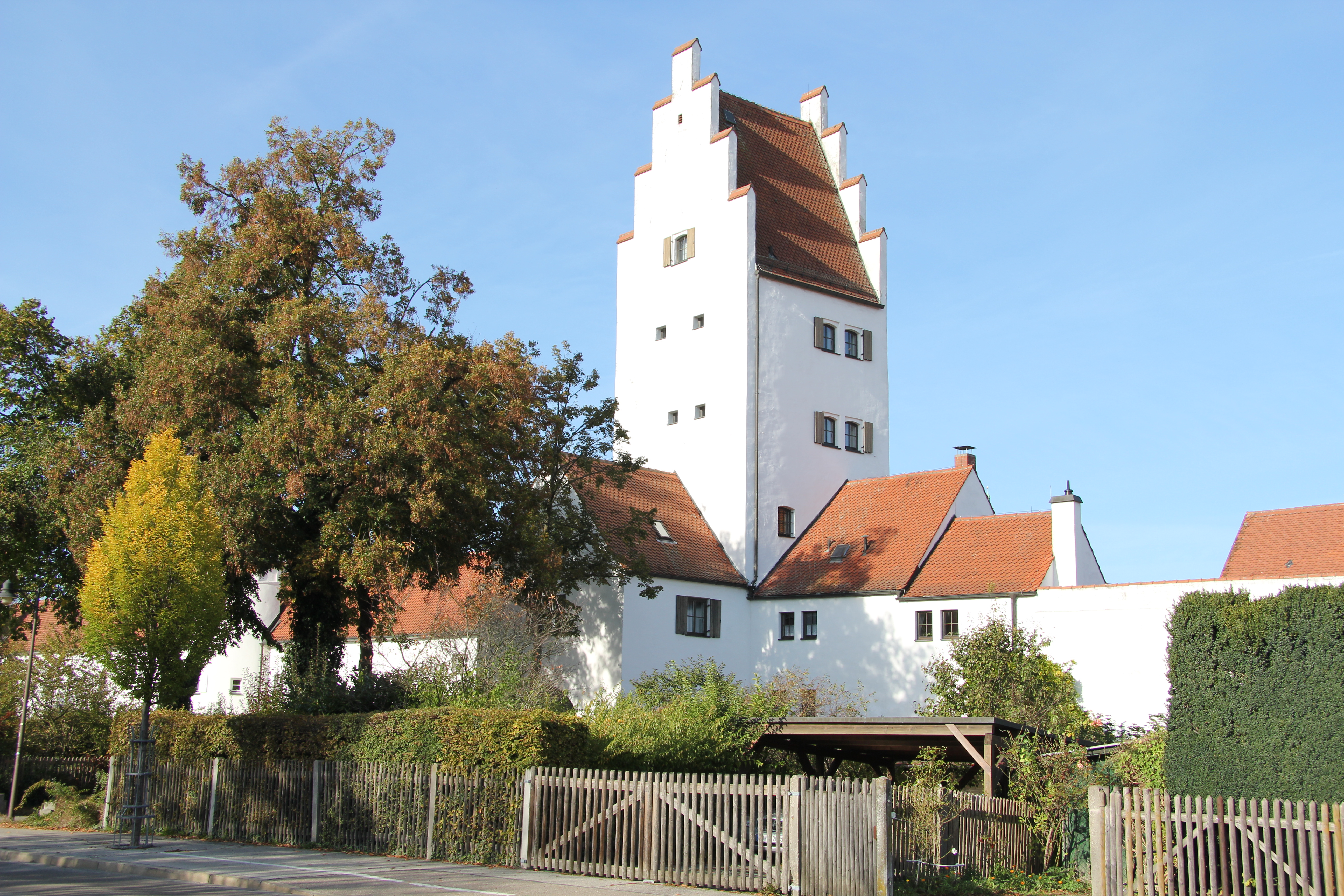
Der Taschenturm

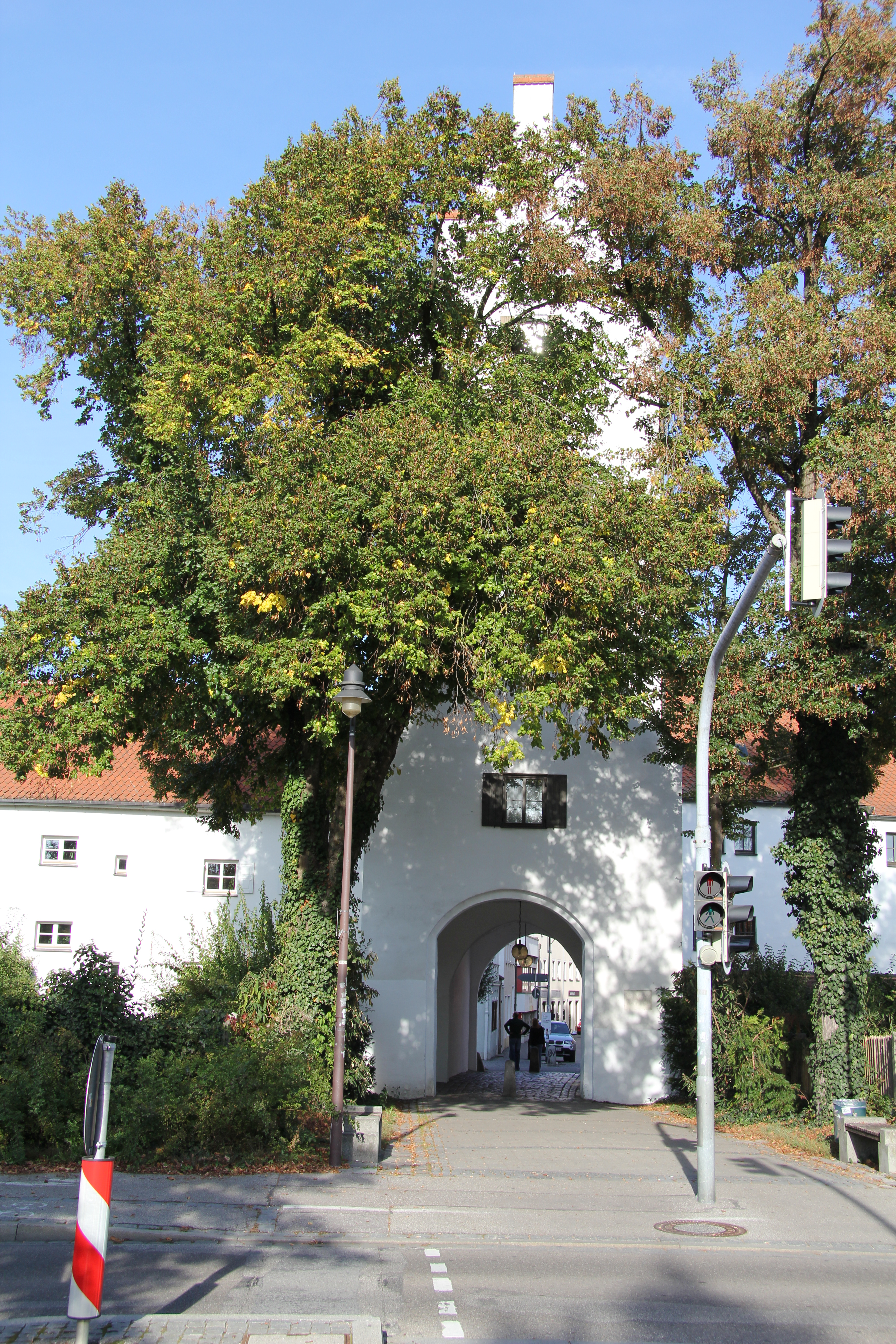
Taschenturmtor

Der Taschenturm, seltener auch Taschentorturm, ist ein Nebentor der Ingolstädter Stadtmauer. Er wurde im Rahmen der Stadterweiterung, die in der zweiten Hälfte des 14. Jahrhunderts vorgenommen wurde, im Jahr 1390 erbaut. Der Name des fünfgeschossigen Gebäudes geht wohl auf die Verwendung von Dachtaschen für das Satteldach zurück, das sich zwischen den Treppengiebeln erstreckt.
Neben dem Münzbergtor, das unmittelbar an der Donau liegt, war der weiter nördlich gelegene Taschenturm lange Zeit der einzige Auslass an der Südwestseite der zweiten Stadtumwallung, die heute noch größtenteils erhalten ist. Zudem ist der Taschenturm das höchste Tor der Stadtmauer. Beim Ausbau der Festung Ingolstadt im 16. Jahrhundert wurde er jedoch nicht mit einem Bollwerk versehen. In der klassizistischen Festung wurde dem Taschenturm die noch heute erhaltene Fronte Preysing (Fronte 79) vorgelagert.
Im Laufe der Jahrhunderte wurde der Taschenturm als Henkerswohnung und als Stadtgefängnis genutzt. Während der Hexenverfolgungen Ende des 16. Jahrhunderts kam es im Taschenturm zu zahlreichen Folterungen, denen auch der spätere bayerische Kurfürst Maximilian I. beiwohnte und der sich bei seinem Vater, Wilhelm V. über die laschen Methoden bei den Verhören in Ingolstadt beklagte.
Die einstige Brücke des Taschenturms, die den Wassergraben überspannte, der die gesamte Stadtbefestigung umschloss, ist heute nicht mehr vorhanden.